# Joueur américain de soccer de l'année

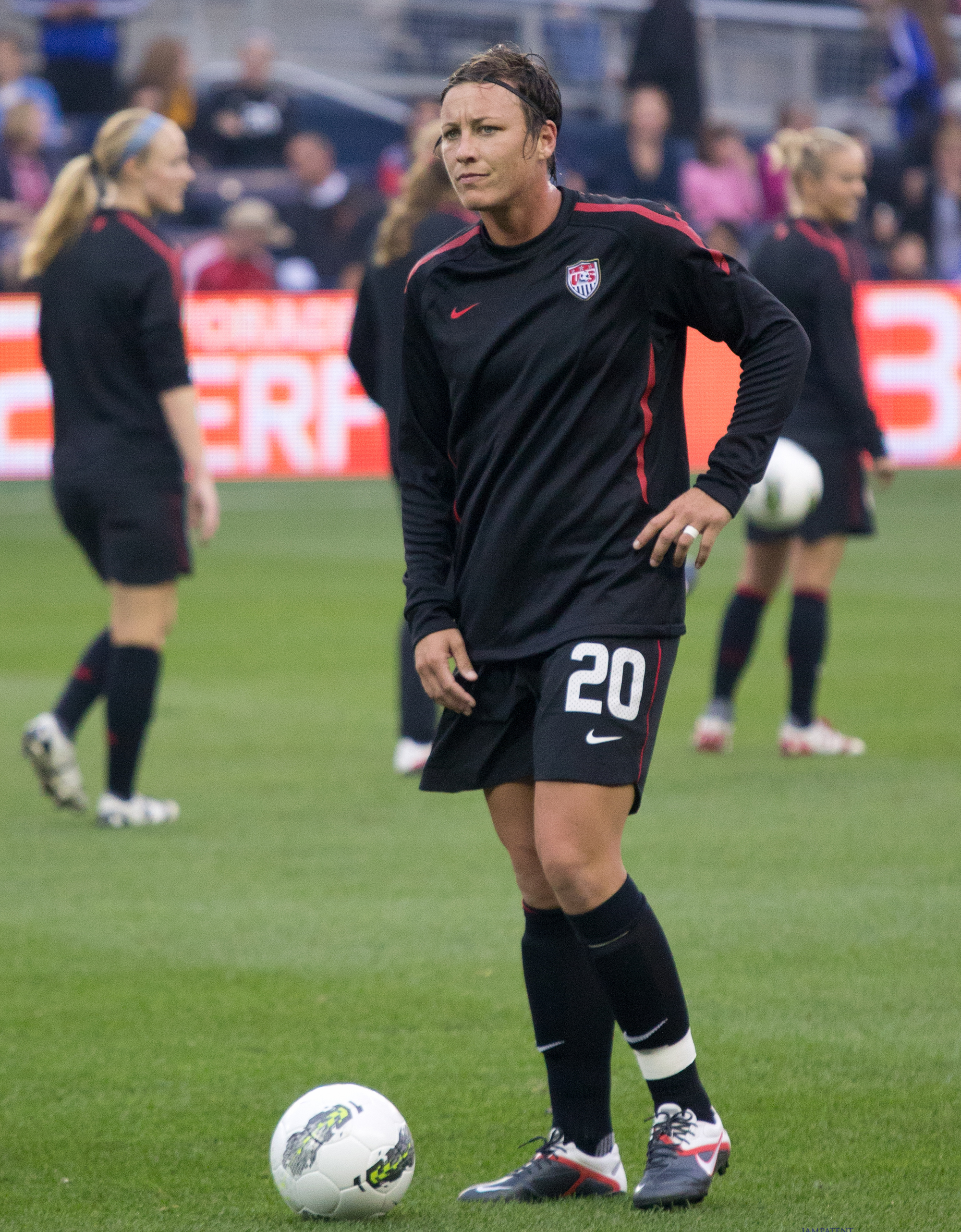
Abby Wambach, joueuse la plus titrée de ce prix.

Le prix du joueur américain de soccer de l'année est un prix décerné chaque année au meilleur joueur américain de soccer. Les prix décernés au meilleur athlète masculin depuis 1984 et féminin depuis 1985.
Traditionnellement, les votes en ligne représentent 50 % du vote final, les 50 % restants étant les votes des membres des médias américains. Le prix est à ne pas confondre avec le Honda Player of the Year, choisi chaque année par les médias sportifs nationaux.

## Gagnants
| Année | Joueur de l'année  | Joueuse de l'année     | Rookie masculin de l'année | Rookie féminin de l'année |
| ----- | ------------------ | ---------------------- | -------------------------- | ------------------------- |
| 1984  | Rick Davis         | Non décerné            | Non décerné                | Non décerné               |
| 1985  | Perry Van der Beck | Sharon Remer           | Non décerné                | Non décerné               |
| 1986  | Paul Caligiuri     | April Heinrichs        | Non décerné                | Non décerné               |
| 1987  | Brent Goulet       | Carin Jennings-Gabarra | Non décerné                | Non décerné               |
| 1988  | Peter Vermes       | Joy Biefield           | Non décerné                | Non décerné               |
| 1989  | Mike Windischmann  | April Heinrichs        | Non décerné                | Non décerné               |
| 1990  | Tab Ramos          | Michelle Akers         | Non décerné                | Non décerné               |
| 1991  | Hugo Perez         | Michelle Akers         | Non décerné                | Non décerné               |
| 1992  | Marcelo Balboa     | Carin Jennings-Gabarra | Non décerné                | Non décerné               |
| 1993  | Thomas Dooley      | Kristine Lilly         | Non décerné                | Non décerné               |
| 1994  | Marcelo Balboa     | Mia Hamm               | Non décerné                | Non décerné               |
| 1995  | Alexi Lalas        | Mia Hamm               | Non décerné                | Non décerné               |
| 1996  | Eric Wynalda       | Mia Hamm               | Non décerné                | Non décerné               |
| 1997  | Kasey Keller       | Mia Hamm               | Non décerné                | Non décerné               |
| 1998  | Cobi Jones         | Mia Hamm               | Josh Wolff                 | Cindy Parlow              |
| 1999  | Kasey Keller       | Michelle Akers         | Ben Olsen                  | Lorrie Fair               |
| 2000  | Chris Armas        | Tiffeny Milbrett       | Landon Donovan             | Aly Wagner                |
| 2001  | Earnie Stewart     | Tiffeny Milbrett       | DaMarcus Beasley           | Aleisha Cramer            |
| 2002  | Brad Friedel       | Shannon MacMillan      | Bobby Convey               | Lindsay Tarpley           |
| 2003  | Landon Donovan     | Abby Wambach           | Freddy Adu                 | Cat Reddick               |
| 2004  | Landon Donovan     | Abby Wambach           | Eddie Johnson              | Heather O'Reilly          |
| 2005  | Kasey Keller       | Kristine Lilly         | Benny Feilhaber            | Lori Chalupny             |
| 2006  | Oguchi Onyewu      | Kristine Lilly         | Jozy Altidore              | Danesha Adams             |
| 2007  | Clint Dempsey      | Abby Wambach           | Michael Bradley            | Lauren Cheney             |
| 2008  | Tim Howard         | Carli Lloyd            | Sacha Kljestan             | Kristie Mewis             |
| 2009  | Landon Donovan     | Hope Solo              | Luis Gil                   | Tobin Heath               |
| 2010  | Landon Donovan     | Abby Wambach           | Gale Agbossoumonde         | Bianca Henninger          |
| 2011  | Clint Dempsey      | Abby Wambach           | Brek Shea                  | Sydney Leroux             |
| 2012  | Clint Dempsey      | Alex Morgan            | Rubio Rubin                | Julie Johnston            |
| 2013  | Jozy Altidore      | Abby Wambach           | Wil Trapp                  | Lindsey Horan             |
| 2014  | Tim Howard         | Lauren Holiday         | DeAndre Yedlin             | Morgan Brian              |
| 2015  | Michael Bradley    | Carli Lloyd            | Matt Miazga                | Mallory Pugh              |
| 2016  | Jozy Altidore      | Tobin Heath            | Christian Pulisic          | Ashley Sanchez            |
| 2017  | Christian Pulisic  | Julie Ertz             | Josh Sargent               | Sophia Smith              |
| 2018  | Zack Steffen       | Alex Morgan            | Alex Méndez                | Tierna Davidson           |
| 2019  | Christian Pulisic  |                        |                            |                           |